# Jan Vandrey
Jan Vandrey (11 de dezembro de 1991) é um canoísta de velocidade alemão, campeão olímpico.

## Carreira
Vandrey representou seu país na Jogos Olímpicos Rio 2016 e ganhou a medalha de ouro na prova do C2-1000 m, ao lado de Sebastian Brendel.